# Chris Bay
Christian Bay (* 10. července 1968, Norimberk, Německo[zdroj?]) je německý hudebník známý jako kytarista a zpěvák powermetalové hudební skupiny Freedom Call. Tu založil v roce 1998 a je v ní hlavním skladatelem. Až do roku 2017 se věnoval výhradně Freedom Call, během jara téhož roku se poté rozhodl nahrát své první sólové album Chasing the Sun, jež má být složené z písní, které se nehodí do repertoáru této kapely.

## Sólová diskografie
- Chasing the Sun (2018)